# Negura Bunget
A Negura Bunget egy román metal együttes volt. Főleg black metalt játszanak, de jelen vannak a folk és progresszív metal műfajokban is. Dalaikban román népzenei elemek is megtalálhatóak. 1994-ben alakultak meg Temesváron. Jelenlegi tagok: Tibor Kati - éneklés, gitár, billentyűk, Adrian Neagoe - gitár, éneklés, billentyűk, Petrica Ionutescu - furulya, duda, nai, Ovidiu Corodan - basszusgitár és Daniel Dorobantu. Karrierjük alatt nyolc nagylemezt, négy középlemezt, egy demót, egy box setet és koncertalbumot dobtak piacra. Korábban "Wiccan Rede" volt a nevük, ezen a néven dobták piacra a demólemezüket. A "Wiccan Rede" név használatakor a "Negura Bunget" még duóban tevékenykedett, az akkori felállás ez volt: Gabriel Mafa (Negru)- dobok és Edmond Karban - éneklés, gitár, billentyűk. Negru  2017-ben elhunyt, 42 éves korában, ezáltal az együttes feloszlott.

## Diszkográfia
- Zirnindu-sa (1996)
- Maiastru Sfetnic (2000)
- 'N Crugu Bradului (2002)
- Om (2006)
- Maiestrit (2010)
- Virstele Pamintului (2010)
- Tau (2015)
- Zi (2016)
- Zău (2021)